# Altuna Sejdiu
Altuna Sejdiu (Künstlername: Tuna; * 14. Juli 1985 in Skopje, SFR Jugoslawien) ist eine Sängerin aus Nordmazedonien. Ihre Musik ist in die Bereiche Pop und Contemporary R&B einzuordnen. Heute gehört sie zu den populärsten Sängerinnen im albanischen Raum und in Nordmazedonien.

## Werdegang

### Musikkarriere
Sie singt seit ihrem 15. Lebensjahr und wurde 2002 bei der nordmazedonischen Castingshow Play Potraga Pa Zvezda bei einem breiteren Publikum bekannt. Dort wurde sie eine von zwei Gewinnerinnen der Castingshow. Danach nahm sie beim Gesangswettbewerb Nota Fest teil, mit dem Song Ciao Machoman, welches zu seiner Zeit ihr erfolgreichstes Lied war und erreichte dort den ersten Platz. Im darauffolgenden Jahr erschien ihr erstes Album Tuna. 2005 folgte S'ka Më Diktaturë.
Die Single Pse Jo erschien 2010 bei Entermedia Productions in Priština, Kosovo, wo Tuna hauptsächlich arbeitet und lebt. Im selben Jahr veröffentlichte sie, in Zusammenarbeit mit der kosovarischen R&B-Sängerin Dafina Zeqiri und dem kosovarischen Rapper 2po2 die Hitsingle Vibe.
2011 folgte mit Dyshemeja eine Ballade. Auch hier wurde durch Entermedia ein Videoclip gedreht, der im Juni erschien. Im gleichen Jahr veröffentlichte Tuna bei emf creative in Prishtina den Videoclip zu E para dhe e fundit. der in Novalja gefilmt wurde. 2012 kehrte Tuna zu Entermedia zurück, wo im Juni der Clip zu I Asaj erschien. Nach diesem Erfolg folgte im Jahr 2013 ihr Song Fenix mit dem Rapper Cozman. Dieser Song ist mit u. a. knapp 50 Millionen Klicks auf YouTube ihr bisher größter Erfolg als Sängerin.
Sejdiu war von 2012 bis 2014 Jurymitglied bei der albanischen Version von The X Factor, „X Factor Albania“.
2014 erschien ihre Single „Babe“ sowie einige Monate später die Single „MMV“ mit dem Rapper Ghetto Geasy. Im Juli 2015 erschien der Song  Holla  von Sejdiu und Cozman, dieser erreichte schon nach wenigen Tagen über zwei Millionen Klicks auf YouTube.
2019 erschien ihr drittes Album Fortuna.

### Privates
Sejdiu ist die Tochter des ehemaligen Ringkämpfers Shaban Sejdiu.
Am 4. April 2010 heiratete Altuna Sejdiu Rilind Reka, den Sohn von Blerim Reka, einem ehemaligen Botschafter Mazedoniens bei der Europäischen Union. Im Juni 2011 gab sie ihre Trennung von Rilind Reka bekannt.
Im Juli 2013 gab Sejdiu bekannt, mit dem Rapper Cozman liiert zu sein. Im September 2015 trennten sich die beiden.
Sie lebt heute in Nordmazedonien und hat zwei Söhne mit dem Musiker Patris Berisha.

## Diskographie

### Alben
- 2003: Tuna
- 2005: S'ka me diktature
- 2019: Fortuna

### Lieder
- 2002: Ciao Machoman
- 2003:
  - Piroman/Najdi Nok Najdi Den Najdi Vreme
  - 12 Muaj/12 Meseci
- 2004:
  - Vetem Unë Dhe Ti
  - Kiss
- 2005:
  - Ljubi Ljubi (Ft. Tamara Todevska)
  - Ska Me Diktaturë
  - Psikologet
  - Testament
  - Bardh E Zi
- 2006:
  - Forca E Femres (Ft. Jonida Maliqi)
  - Asgje Në Kët Botë
  - Xhuxh
- 2007:
  - Hajde
  - Bileta/Tickets
  - Njo (Ft. Skillz)
- 2008:
  - Inati/Prasuvam Bez Glas
  - Interesi (Shes)
- 2009:
  - So Eden Zbor (Ft. Robert Bilbilov)
  - E boj Nxhet/Challenge (Ft. Vig Poppa)
  - Verë E Nxhet (Ft. Meda & Getoar Selimi)
  - Vdiq Edhe Nje Dashuri
- 2010:
  - Vibe (Ft. 2po2 & Dafina Zeqiri)
  - Pse Jo
- 2011:
  - Dyshemeja
  - E Para dhe E Fundit
  - Bebi I Vitit E Ri (Ft. Noizy)
- 2012: I Asaj
- 2013: Fenix (Ft. Cozman)
- 2014:
  - Babe
  - MMV (Ft. Getoar Selimi)
  - Pardon
- 2015:
  - Nobody There
  - Holla (Ft. Cozman)
  - Knocks Me Out (Ft. Franques & Fatman Scoop)
- 2016:
  - Dy Tima
  - Zemra Jem (Ft. Vig Poppa)
  - Bermuda
  - Duam
- 2018:
  - Chonga
  - Maria (Ft. Seven)
- 2019:
  - Tani Mke Zemer
  - A Don Hala (Ft. Yll Limani)
  - Plage
  - Krejt Mu Kan Perzi
  - Harrova 2019 (Ft. Armend Rexhepagiqi)
  - Dreqi E Marrte
  - Nese Vdes E Re
  - Nuk Ma Do Zemra
  - Amoni
- 2022:
  - Kthehna (Ft. The Victor)
  - Melaqe (Ft. Fifi)
  - A Je (Ft. Skerdi)
  - Prej Teje S'e Prita (Ft. NRG Band)
- 2023:
  - I Huj (Ft. Cozman)
  - Qa Bone
  - Ani (Ft. Markel Goga)